# Not 4 Sale
Not 4 Sale es un álbum de estudio de Sammy Hagar and the Waboritas publicado el 8 de octubre de 2002 bajo la discográfica personal de Hagar, Cabo Wabo Music.

## Información
- "Stand Up" originalmente fue escrita por Hagar para la película de 2001 Rock Star. En el álbum aparece con diferente letra.
- La versión en estudio de "Hallelujah" es incluida en el álbum Live: Hallelujah como la única canción grabada en estudio. Hagar quería darle a la canción una nueva oportunidad comercial, ya que el lanzamiento de Not 4 Sale estuvo plagado de problemas de distribución.
- "Halfway to Memphis" fue grabada años después en una versión de música country para el álbum Livin' It Up!.[2]

## Lista de canciones
1. "Stand Up" (Sammy Hagar) - 5:58
2. "Hallelujah" (Hagar) - 4:08
3. "Halfway to Memphis" (Hagar) - 4:30
4. "Things've Changed" (Jesse Harms) - 4:19
5. "Whole Lotta Zep" (John Paul Jones/John Bonham/Hagar/Jimmy Page/Robert Plant) - 3:29
6. "The Big Nail" (Hagar) - 3:29
7. "Make It Alright" (Hagar) - 2:33
8. "Not 4 Sale" (Hagar/Joe Hutchinson) - 3:38
9. "The Big Square Inch" (Hagar) - 4:12
10. "Karma Wheel" (Hagar) - 5:48

## Créditos
- Sammy Hagar: voz, guitarra
- Vic Johnson: guitarra
- Jesse Harms: teclados
- Mona Gnader: bajo
- David Lauser: batería

## Sencillos
- "Things've Changed" (EE. UU.)